# Царев
Царе́в — село в Ленинском районе Волгоградской области России, центр Царе́вского сельского поселения.

## Название
Название села, так же как и названия поволжских городов Саратов, Царицын, имеет тюркское происхождение (название по реке Царевке), поэтому произносится не «Царёв», а «Царев».

## История

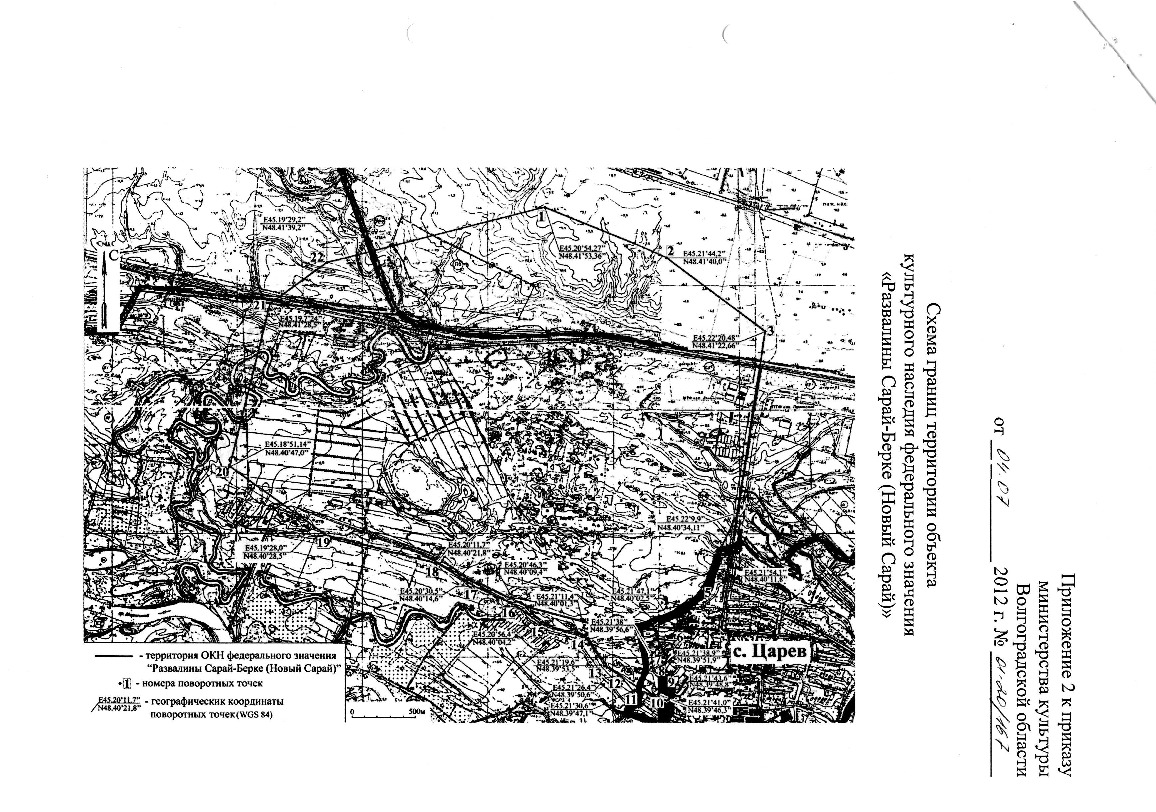
Схема границ объекта культурного наследия «Развалины Сарай-Берке (Новый Сарай)»

Село расположено близ развалин бывшей столицы Золотой Орды города Сарай-Берке (Царевское городище).
Первые жители Царева были выходцы из Воронежской губернии, испросившие разрешение на переселение на р. Ахтубу в 1805 году.
В 1836 году слобода Царевка переименована в уездный город Царев Саратовской губернии, который в 1850 году, при образовании Самарской губернии, вошел в состав Астраханской губернии; к нему была присоединена слобода Солодовка, заселённая татарами.
В 1842 году в Цареве числилось 4723 жителей, в 1870-м — 8191, а по переписи 1897 года — 6977, в составе 1 249 хозяйств. Родным языком по данным переписи указывали: русский (великорусский) — 3 873, украинский (малорусский) — 2 439, татарский — 616.
В 1899 году население города Царева состояло из 5709 человек, в том числе дворян — 89, православного духовенства — 16, мусульманского — 11, купцов — 40, мещан — 4 934, крестьян — 148, военнослужащих — 94, отставных нижних чинов и их семей — 375. По вероисповеданию православных 4 633 человек, раскольников — 450, мусульман — 605. По национальности русских 4 929 человек, украинцев — 145, татар — 605.
В конце XIX века в селе было 804 двора, 2 православных церкви (из них одна каменная), мечеть, 7 мужских училищ и школ, 1 женская церковно-приходская школа, в Солодовке — татарское мектебе. Имелись больница на 10 кроватей, аптека, 6 питейных заведений, 18 лавок, 20 ветряных мельниц, 1 кожевенный завод, городской общественный банк, городская библиотека, местный комитет Общества Красного Креста. Город носил характер сельского поселения, жители занимались хлебопашеством, скотоводством и отчасти садоводством, ремесленников всего 250 человек.
В 1914 году построено двухэтажное здание мужской гимназии.
С первого десятилетия XX века после прокладки железной дороги, прошедшей вдали от города, начинается «закат» города Царева. Торговля скотом перешла в другие пункты и губернии. Быстрое обмеление реки Ахтубы сделало невозможным пароходные сообщения с Царицыном. Суровой зимой 1910—1911 года вымерзли царевские сады. Царев с каждым годом стал терять своё экономическое значение. В результате революции 1917 года и последовавшей за ней гражданской войны часть зажиточных граждан города эмигрировала за границу, опасаясь новой власти. Сам город подвергался нападению бандитских групп, возникших в то время. В 1925 году город Царев был преобразован в село, а административный центр уезда перенесён в село Пришиб, которое было переименовано в город Ленинск.
В 1922 году недалеко от села упал метеорит, названный впоследствии «Царевским метеоритом».
В тридцатые годы Царев оказался в зоне «голодающего Поволжья». Многие жители погибли от голода, некоторые переехали в другие места в поисках лучшей жизни для себя и своих семей.
В 1961 году в Цареве создан совхоз «Ленинский» (разорился в начале 1990-х)
В 2012 году село газифицировано.

## Общая физико-географическая характеристика
Село расположено на левом берегу реки Ахтуба, на границе Волго-Ахтубинской поймы и полупустынных областей Прикаспийской низменности. Севернее села расположено небольшое озеро Кужуры, на высоте 9 метров ниже уровня мирового океана. Почвенный покров комплексный: в Волго-Ахтубинской пойме распространены пойменные луговые почвы, лугово-бурые пустынно — степные, над поймой — солонцы (автоморфные), комплексы почв Бурые пустынно — степные и светло-каштановые каштановые солонцеватые и солончаковые почвы.
По автомобильной дороге расстояние до областного центра города Волгограда составляет 77 км, до районного центра города Ленинска — 19 км, до города Волжский — 56 км. Близ села проходит региональная автодорога автодорога Астрахань — Волжский — Энгельс — Самара.
Климат
Климат резко-континентальный, засушливый (согласно классификации климатов Кёппена-Гейгера — Dfa). Среднегодовая температура воздуха положительная и составляет + 8,5 °C, средняя температура самого холодного месяца января — 7,7 °C, самого жаркого месяца июля + 24,7 °C. Расчётная многолетняя норма осадков — 352 мм. Наименьшее количество осадков выпадает в апреле (21 мм), наибольшее в июне (38 мм)
Часовой пояс
Село Царев, как и вся Волгоградская область, находится в часовой зоне МСК (московское время). Смещение применяемого времени относительно UTC составляет +3:00.

## Население
| 1859 | 1904 | 1914 | 1920 |
| ---- | ---- | ---- | ---- |
| 8673 | 6223 | 8153 | 5509 |

| 1842 | 1870  | 1897  | 1899  | 2002  | 2010  |
| ---- | ----- | ----- | ----- | ----- | ----- |
| 4723 | ↗8191 | ↘6977 | ↘5709 | ↘2582 | ↘1521 |

### Язык
По данным переписи 1897 года:
| Язык                       | Численность, чел. | Доля     |
| -------------------------- | ----------------- | -------- |
| Русский («великорусский»)  | 3 873             | 55,51 %  |
| Украинский («малорусский») | 2 439             | 34,96 %  |
| Татарский                  | 616               | 8,83 %   |
| Другие                     | 49                | 0,70 %   |
| Итого                      | 6 977             | 100,00 % |

В настоящее время официальным и основным языком села является русский.

## Здания
Царевская земская мужская гимназия построена в 1914 году. Расположена по адресу: улица Ленина, дом 17А.
В 1911 году жители уездного города Царев обратились в Государственную Думу с просьбой открыть гимназию. Гимназия была открыта через три года. С 1952 года в здании расположена Царевская средняя общеобразовательная школа. В 1989 году к зданию сделана пристройка — новый корпус школы. С 1995 года в школе действует музей, которому в 2003 году присвоено наименование «Школьный комплексно-краеведческий музей». Образовательное учреждение расположено в центре села, которое находится в 80 км от города Волгограда и в 59 км от города Волжского, в 12 км от районного центра — города Ленинска.

## Транспорт
Транспортное сообщение представлено маршрутными такси № 102 и 102К, а также автобусом, который делает рейс 2 раза в день. В данный момент автобус отменен в связи с банкротством Ленинской автоколонны, а также закрыт маршрут 102К.